# Pauline Motzfeldt Lumholt
Pauline Motzfeldt Lumholt (geb. Berthelsen; * 1945 in Nuuk; † 22. Januar 2023) war eine grönländische Trommeltänzerin und Musikethnologin.

## Leben
Pauline Motzfeldt Berthelsen wuchs in Grönland auf, bevor sie nach Dänemark zog und im dortigen Tønder zur Lehrerin ausgebildet wurde, wo sie ihr Interesse für die Musik entdeckte. Sie heiratete 1967 den dänischen Pastor Bent Lumholt (1930–2009), mit dem sie sechs Kinder bekam. Er wurde in Qaanaaq in Nordgrönland angestellt, wo Pauline begann, sich für Trommeltanz zu begeistern. Um 1980 begann sie die Bevölkerung in Nordgrönland zu motivieren, Trommeltanz zu unterrichten und sie ließ 1981/82 rund 60 Lieder aufnehmen und herausgeben. 1984 reiste sie erneut dorthin, um in Zusammenarbeit mit Kalaallit Nunaata Radioa und Dansk Folkemindesamling den Trommeltanz auf Film festzuhalten. Daraus entstand der Film Avanersuarmi inngerneq („Trommeltanz in Nordgrönland“). Daneben wurden 240 weitere Lieder aufgenommen. 1989 nahm sie gemeinsam mit Lise Helmer Petersen 40 weitere Lieder sowie mehrere Interviews auf. Sie veröffentlichte mehrere wissenschaftliche Artikel über den grönländischen Trommeltanz. 1995 erhielt sie den grönländischen Kulturpreis für ihren Einsatz zur Bewahrung des Trommeltanzes. 1996 gründete sie den Trommeltanzverein Katu in Sisimiut. 1997 trat sie als Trommeltänzerin bei der Eröffnung des Katuaq auf. Später war sie Chorleiterin des Aavaat-Chors, gab mit ihrem Mann und den sechs Kindern unter dem Namen Lumholtikkut („Familie Lumholt“) eine CD mit grönländischen Weihnachtsliedern heraus und gründete die Band Kivikkat („Die Ausgestopften“), die neben ihr aus den dänischen Jazzmusikern Kresten Osgood und Jonas Stampe und dem deutschen Musiker Hartmut Geerken bestand. Sie verbrachte ihren Lebensabend in Dänemark und starb Anfang 2023 im Alter von 77 Jahren, nachdem sie kurz zuvor noch am jährlichen grönländischen Weihnachtsgruß bei DR mitgewirkt hatte.